# Super-Hypochonder

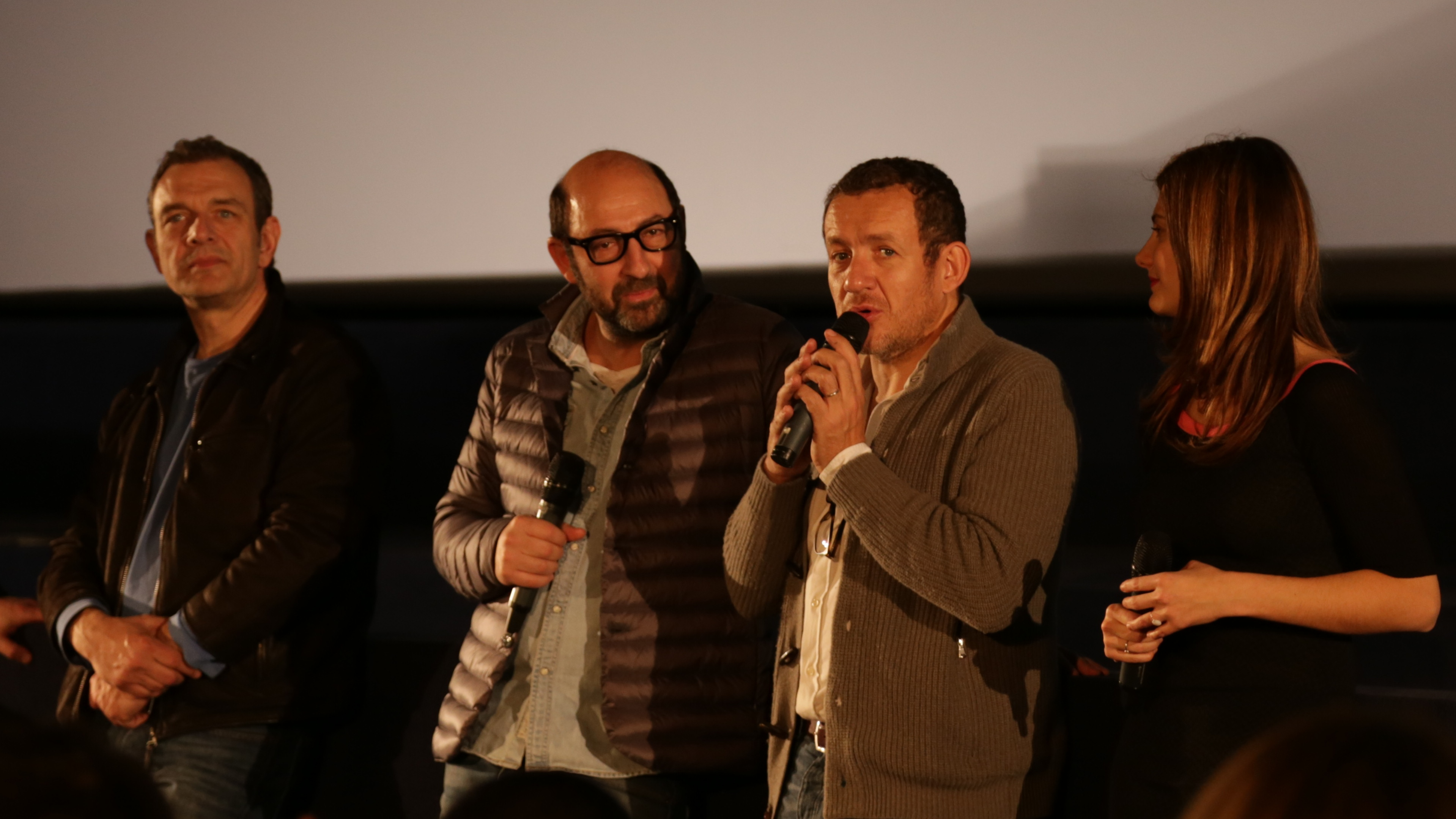
Dany Boon und Kad Merad bei der Vorpremiere in Lyon 2014

Super-Hypochonder ist eine belgisch-französische Komödie unter der Regie von Dany Boon, der im Jahr 2014 Premiere feierte. Im deutschsprachigen Raum kam er am 10. April 2014 in die Kinos.
In diesem Film treten die beiden Hauptdarsteller Kad Merad und Dany Boon, sechs Jahre nach ihrem Erfolg mit Willkommen bei den Sch’tis, wieder gemeinsam auf der Leinwand auf.

## Handlung
Romain Faubert leidet unter Hypochondrie, einer psychischen Erkrankung, bei der der Betroffene Ängste leidet, schwerwiegende Krankheiten zu haben. Sein Job als Fotograf für eine medizinische Onlineenzyklopädie trägt sehr stark zu diesem Zustand bei, wie auch die unübersehbare Menge an Informationen aus dem Internet. Dieser ungehinderte Zugang führt auch dazu, dass sich Romain Faubert mit falschen Informationen versorgt und in Folge Selbstdiagnosen vornimmt. Diese Selbstdiagnosen führen den eingebildeten Kranken des Öfteren in die Praxis von Dr. Dimitri Zvenka. Da dieser bei der ersten Behandlung sehr freundlich zu ihm war und auf alle seine Probleme eingegangen sein dürfte, was er später bereut, kommt Romain Faubert immer wieder zu ihm. Der Arzt erkennt in der Neurotik und Phobie seines Patienten die Einsamkeit und beschließt daraufhin Romain Faubert zu verkuppeln. Dies funktioniert jedoch nicht nach Wunsch und der Arzt versucht es mit einer Schocktherapie. Bei der angedachten Aktion wird Romain jedoch mit einem Aufrührer einer Rebellion verwechselt. Und genau die Schwester des Arztes, welche den Revolutionsführer zu verehren scheint, da sie dieselben ausländischen Wurzeln wie er hat, fühlt sich zu diesem Image hingezogen, was Dimitri jedoch ganz und gar nicht gefällt.

## Kritiken
„Aus dem Konflikt zwischen Problem und Vermeidungsstrategie erwächst jene drastische Komik, wie sie schon aus Willkommen bei den Scht'is bekannt ist. Dany Boon ist seiner Figur, dem unbeholfenen, schwer vermittelbaren, aber liebenswerten Tölpel, auch mit diesem Film treu geblieben.“

„Richtig zündend ist das alles nicht. Das bisschen Lachen in dieser Komödie ist nicht unbedingt ansteckend.“

## Produktion

### Entwicklung
Im Jahr 2011 kündigte Dany Boon einen neuen Film an, in dem er das Leben einer Familie im Norden Frankreichs darstellen wollte. Im Sommer 2012 entschied er sich jedoch, inspiriert von seiner eigenen Hypochondrie, einen Film über die „Menschen mit imaginären Krankheiten der Neuzeit“ drehen zu wollen. Auch in diesem Film wollte er sowohl Regisseur und Drehbuchautor sein.
Der Film wurde von Pathé Films mit einem Budget von 31.574.000 Euro in Kooperation mit TF1, France 3, Canal+ und der belgischen Produktionsfirma Artemis Productions produziert.